# Caecosphaeroma
Genre
Caecosphaeroma est un genre de crustacés isopodes présents dans les milieux cavernicoles et interstitiels.

## Description

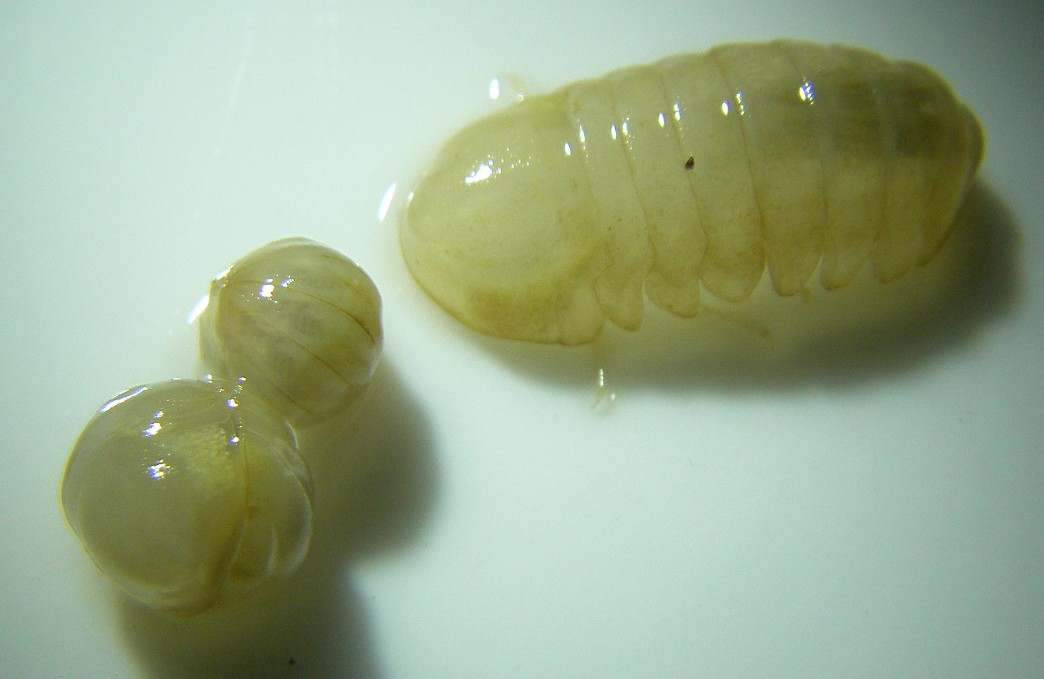
Deux exemplaires de Caecosphaeroma enroulés et un de Caecosphaeroma à plat. Ces trois exemplaires proviennent du Spéléodrome de Nancy (Villers-lès-Nancy, France)

Ils mesurent de 2  à   20 mm environ pour une largeur d'environ 1  à   6 mm. Leur corps, de couleur blanchâtre, est mince et convexe. Ils ont la capacité de volvation, c'est-à-dire de se rouler en boule pour se protéger, se reposer ou dormir. De plus, lors de l'accouplement, le mâle et la femelle s'associent en formant deux sphères concentriques. Les antennes et les pattes portent de nombreux poils tactiles assez allongés.
Selon Armand Viré, les Caecosphaeroma proviennent d'ancêtres marins qui auraient remonté le cours des rivières pour arriver aux eaux souterraines où la stabilité du milieu (température, dureté, etc.) aurait favorisé leur survivance alors que des changements climatiques faisaient disparaître l'espèce mère dont on retrouve des fossiles dans les couches géologiques.

## Biologie
Les Caecosphaeroma sont anophtalmiques, c'est-à-dire qu'ils ont perdu leurs yeux - comme beaucoup d'autres espèces cavernicoles strictes, au cours de l'évolution. Néanmoins ils sont sensibles à la lumière qui leur est désagréable.
Bien que vivant dans des eaux souterraines de température moyenne de l'ordre de 11 °C, ils sont capables de supporter des températures plus élevées, de l'ordre de 20 °C. Ils ne réagissent pas au bruit ou aux mouvements de l'eau.
Les Caecosphaeroma sont ovovivipares. Ils se nourrissent des débris organiques contenus dans la vase ou déposés sur le fond.
Dans le milieu souterrain on les rencontre fréquemment avec Niphargus verei qui est leur prédateur.

## Espèces
On distingue quelques espèces endémiques qui ont évolué dans des groupes séparés. La plupart ont donc un statut de conservation classé « vulnérable ».
- Caecosphaeroma bericum Fabiani, 1901, reclassé Vireia berica Dollfus & Viré, 1904
- Caecosphaeroma burgundum Dollfus, 1898, reclassé Vireia burgunda Dollfus & Viré, 1904
- Caecosphaeroma faucheri Dollfus & Viré, 1900, reclassé Faucheria faucheri Dollfus & Viré, 1900
- Caecosphaeroma virei Dollfus, 1896

## Vidéographie
- « Vie souterraine dans le karst », sur www.canal-u.tv (consulté le 7 mai 2018), film documentaire de 31 min réalisé par Jean Glénat en 1972, sous la direction scientifique de C. Delamare-Deboutteville et C. Juberthie, par SFRS / Université Claude Bernard (Lyon I), 01/01/1972.